# Balenięta
Balenięta (biał. Баляненты) – wieś na Białorusi, położona w obwodzie grodzieńskim w rejonie grodzieńskim w posielkowym sowiecie Sopoćkinie.
W latach 1921–1939 Balicze należało do gminy Wołłowiczowce w ówczesnym województwie białostockim.
Według Powszechnego Spisu Ludności z 1921 roku wieś zamieszkiwało 214 osób, wśród których 212 było wyznania rzymskokatolickiego a  dwie prawosławnego. Jednocześnie wszyscy mieszkańcy zadeklarowali polską przynależność narodową. We wsi były 43 budynki mieszkalne.